# Wyspy na Golfsztromie (film)
Wyspy na Golfsztromie – amerykański dramat filmowy z 1977 roku na podstawie powieści Ernesta Hemingwaya pod tym samym tytułem.

## Fabuła
II wojna światowa, wyspy Bahama. Thomas Hudson, zmęczony życiem rzeźbiarz, szuka spokoju z dala od wojennej zawieruchy. Był dwukrotnie żonaty, ma trzech kilkunastoletnich synów z obydwu małżeństw, ale nimi się nie interesował. Ich pojawienie się zakłóca jego życie. Po ich wyjeździe nie może odnaleźć spokoju.

## Obsada
- George C. Scott – Thomas Hudson
- David Hemmings – Eddy
- Gilbert Roland – kapitan Ralph
- Susan Tyrrell – Lil
- Richard Evans – Willy
- Claire Bloom – Audrey
- Julius Harris – Joseph
- Hart Bochner – Tom
- Brad Savage – Andrew
- Michael-James Wixted – David
- Hildy Brooks – Helga Ziegner

i inni

## Nagrody i nominacje
Oscary za rok 1977
- Najlepsze zdjęcia – Fred J. Koenekamp (nominacje)